# Manfred Autenrieth
Manfred Heinrich Wilhelm Autenrieth (* 10. April 1937 in Stuttgart) ist ein deutscher Jurist und war von 1973 bis 2002 Landrat des Landkreises Rottweil.

## Leben
Nach dem Studium der Rechtswissenschaft in Tübingen, Freiburg und Berlin legte Manfred Autenrieth 1960 die erste und 1965 die zweite juristische Staatsprüfung ab. 1965–1966 war er beim Landratsamt Crailsheim, 1966–1967 bei der Landesanwaltschaft beim Verwaltungsgericht Freiburg und 1967–1969 beim Regierungspräsidium Südbaden in Freiburg tätig. 1969–1971 war er Erster Landesbeamter beim Landratsamt Crailsheim, 1971–1972 Erster Landesbeamter beim Landratsamt Rottweil.
Am 16. Oktober 1972 wurde Autenrieth zum Amtsverweser des im Zuge der Kreisreform neu gebildeten Landkreises Rottweil gewählt. Am 16. Juli 1973 wählte ihn der Kreistag zum Landrat des Landkreises Rottweil. In diesem Amt wurde er in den Jahren 1981, 1989 und 1997 jeweils vom Kreistag bestätigt. Am 30. April 2002 trat Autenrieth in den Ruhestand.
1977 wählte die Mitgliederversammlung Autenrieth in den Vorstand der Baden-Württembergischen Krankenhausgesellschaft (BWKG). 1987–1997 war er Vorstandsvorsitzender der BWKG. 1997 wurde er zu ihrem Ehrenvorsitzenden ernannt. 2000–2012 war Autenrieth Vorstandssprecher der Kunststiftung Erich Hauser. 

## Ehrungen
- 1985: Verdienstkreuz am Bande der Bundesrepublik Deutschland
- 2003: Verdienstkreuz 1. Klasse der Bundesrepublik Deutschland